# Balada de fronteira
Balada de fronteira (border ballad, no original em inglês) é como ficou conhecida uma longa tradição de baladas heroicas existentes na fronteira entre a Inglaterra e a Escócia, comuns nos séculos XV e XVI, onde não havia aplicação das leis de nenhum dos dois países.
As canções podiam lidar sobre temas históricos, mas originalmente eram destinadas a enaltecer os feitos dos ladrões e bandos salteadores da fronteira.
Como as baladas tradicionais, essa canções eram em geral cantadas sem acompanhamento. O mote pode ser repetido, mas não possui um refrão (comum na maioria das canções populares). Nela é comum temas sobrenaturais, bem como imagens de ataques e batalhas.